# ラテラノ条約
ラテラノ条約（ラテラノじょうやく、イタリア語: Patti Lateranensi、ラテン語: Lateranensia Pacta/Lateranorum Pacta）は、1929年2月11日にローマ教皇庁がファシスト政権下のイタリア王国と締結した政教条約である。同年6月7日に文書が交換されて発効した。

## 概要
バチカン市国はこの条約の規定に基づいて建国された。
ラテラノという名称は、条約の調印がローマ市内のサン・ジョバンニ・イン・ラテラノ大聖堂に隣接した宮殿（ラテラノ宮殿）で行われたことにちなむ。
ベニート・ムッソリーニは、イタリア政府とローマ教皇庁との緊張関係を改善することで自らの国際的地位を高めることを狙って、この条約を締結した。

## 経緯

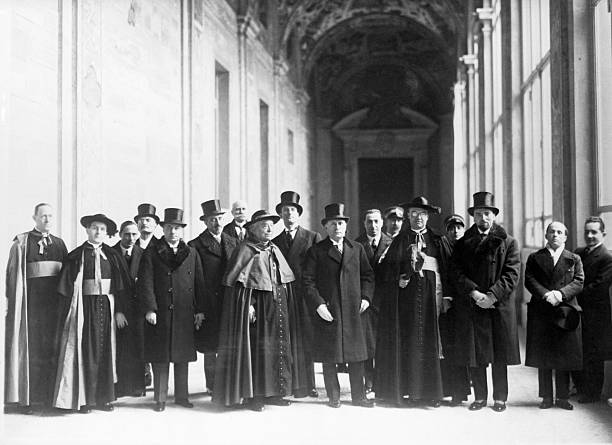
ラテラノ条約の全権代表たち

1870年のイタリア王国によるローマ占領後、政府は時のローマ教皇ピウス9世に対して、バチカンおよびラテラノ宮殿の占有を認めることと引き換えに政府に年額32万5千リラを支払うことを求めた。教皇庁側はカトリック教会が特定の政治権力の影響を受けないことを理由にこれを拒絶したため、イタリア政府と教皇庁の関係は断絶し、教皇は自らを「バチカンの囚人」と称した。こうして、ピウス9世と彼以降の教皇がバチカンとローマ市内の限られた区域以外に足を運ぶことはなくなった。これは「ローマ問題」と呼ばれ、政府と教会の互いにとって頭の痛い問題となった。
1926年、イタリアの権力を掌握するファシスト政権はバチカンに歩み寄る姿勢を示した。これを受けてバチカンはイタリア政府との交渉を開始、3年の交渉を経て1929年2月11日に条約の調印が結ばれる運びとなった。イタリア王国はヴィットーリオ・エマヌエーレ3世の全権代理であるベニート・ムッソリーニ首相が、教皇庁は教皇ピウス11世の代理として国務長官のピエトロ・ガスパッリ枢機卿が条約の調印に臨んだ。

## 内容
ラテラノ条約では、まず教皇庁のあるバチカン一帯が「バチカン市国」としてイタリア政府から政治的に独立した区域となることが認められた。イタリア政府は教皇庁に対し、対外的に永世中立であることと、イタリア国内の政党間の争いにおいて特定の政党に与しないことを求めた。一方でイタリア政府は、カトリックがイタリアの宗教において特別な地位を有することを約束し、1870年の教皇領の没収への補償として、教皇庁へ9億4000万ドルを支払った。またバチカンに駅を作り、イタリア国鉄と接続する路線を作ることも確認された（バチカン市国の鉄道）。
1984年にはラテラノ条約の改定が行われ、カトリック教会が国家に承認された特別な宗教であるという旨の部分が削除された。